# Кэмпбелл, Уильям (губернатор)
Лорд Уильям Кэмпбелл (англ. Lord William Campbell; 11 июля 1730 — 4 сентября 1778) — британский администратор и военный, член Палаты общин от шотландского избирательного округа Аргайлшир, последний колониальный губернатор Провинции Южная Каролина. Когда началась Американская революция, Кэмпбелл бежал из Южной Каролины (в сентябре 1775 года), что стало концом королевской власти в колонии. Гражданское управление в Южной Каролине пришло в полное расстройство, что заставило колонистов организовать самоуправление и принять Первую конституцию Южной Каролины. В 1776 году Кэмпбелл участвовал в нападении британского флота на Чарлстон и был ранен при обстреле форта Салливан. Он умер в 1778 году в Саутгемптоне, предположительно от последствий ранения 1776 года.

## Ранние годы
Уильм Кэмпбелл родился в 1730 году, став младшим сыном Джона Кэмпбелла, 4-го герцога Аргайла, и его жены Мэри Дрэммонд, дочери Джона Беллендера. Как младший из братьев он не мог рассчитывать на наследство, поэтому в 1745 году поступил на службу во флот и был направлен в Индию. С 1752 по 1760 год он участвовал в боях с французами, а в 1757 году участвовал в битве при Плесси. К августу 1762 года он дослужился до звания капитана и командовал 26-пушечным фрегатом HMS Nightingale. В 1763 году фрегат был отправлен в американский порт Чарльстон, где Кэмпбелл встретил дочь богатого плантатора Ральфа Изарда (1717—1761), Сару Изард. 17 апреля 1763 года они обвенчались в церкви Святого Филиппа в Чарлстоне.

## Член парламента
В конце 1763 года Кэмпбелл вернулся в Англию, где был избран в палату общин от избирательного округа Аргайлшир. В парламенте Кэмпбелл поддерживал правительство Гренвилла. Его политические взгляды формировались под влиянием его родственников в Южной Каролине, поэтому он не разделял точки зрения своих братьев, маркиза Лорна и лорда Фредерика, на отношения с Америкой. Он склонялся к позиции своего дальнего родственника, Генри Конвея. Предположительно, он голосовал за отмену Гербового акта в 1766 году. Он был сторонником правительства Рокингема, которое назначило его губернатором Новой Шотландии.